# Nghị quyết 1 của Hội đồng Bảo an Liên Hợp Quốc
Nghị quyết 1 của Hội đồng Bảo an Liên Hợp Quốc, được thông qua mà không cần biểu quyết vào ngày 25 tháng 1 năm 1946, kêu gọi Ủy ban Tham mưu Quân sự họp lần đầu tiên tại Luân Đôn vào ngày 1 tháng 2 năm 1946. Ủy ban bao gồm các Tham mưu trưởng từ tổ chức quân sự thuộc  năm nước thành viên thường trực. Việc thành lập Ủy ban được kêu gọi dựa theo Điều 47 Hiến chương Liên Hợp Quốc, và nghị quyết này đã chỉ đạo Ủy ban triệu tập để đưa ra các đề xuất về cơ cấu tổ chức và các thủ tục tiêu chuẩn của cơ quan này.
Hội đồng Bảo an còn có "Thảo luận về các phương tiện tốt nhất nhằm ký kết các thỏa thuận đặc biệt [về việc chuẩn bị lực lượng vũ trang và các phương tiện liên quan] được nêu trong Hiến chương (Điều 43)" trong chương trình nghị sự, mặc dù mục này bị hoãn lại. Đại Hội đồng Liên Hợp Quốc đã thông qua nghị quyết đầu tiên vào ngày hôm trước.